# Wronskiano
Em matemática, wronskiano é uma função aplicada especialmente no estudo de equações diferenciais. O nome dessa função é uma homenagem ao matemático polonês Josef Wronski.
Dado um conjunto de funções f1, f2, ... fn, define-se o Wronskiano de acordo com o determinante:
{\displaystyle W(f_{1},\ldots ,f_{n})={\begin{vmatrix}f_{1}&f_{2}&\cdots &f_{n}\\f_{1}'&f_{2}'&\cdots &f_{n}'\\\vdots &\vdots &\cdots &\vdots \\f_{1}^{(n-1)}&f_{2}^{(n-1)}&\cdots &f_{n}^{(n-1)}\end{vmatrix}}}.
Este determinante é construído pondo as funções na primeira linha, as primeiras derivadas de cada função na segunda linha, assim procedendo até a derivada de ordem (n-1), formando assim um arranjo quadrado denominado matriz fundamental.

## Wronskiano e independência linear
O Wronskiano é utilizado para determinar se um conjunto de funções diferenciáveis são linearmente dependentes ou independentes, em um dado intervalo. Caso o Wronskiano seja diferente de zero em algum ponto do intervalo, as funções são linearmente independentes.
Este conceito é muito útil em diversas situações, por exemplo na verificação se duas funções que são soluções de uma EDO de segunda ordem são linearmente dependentes ou independentes. Um erro muito comum é falar que as funções são linearmente dependentes quando W=0. Giuseppe Peano foi um dos primeiros a apontar a inconsistência desse fato ao mostrar que as funções f(x) = x² e g(x) = x|x|, que são linearmente independentes, tem o W=0. Algum tempo depois, Maxime Bôcher mostrou que existem infinitas funções que possuem essa mesma propriedade. Uma mostra de tal é dada no exemplo 3.

## Exemplos
- Considere as funções {\displaystyle x^{2},} {\displaystyle x,} e {\displaystyle 1,} definido para o conjunto dos números reais. O Wronskiano correspondente é:

{\displaystyle W={\begin{vmatrix}x^{2}&x&1\\2x&1&0\\2&0&0\end{vmatrix}}=-2.}
Pode-se notar que W é diferente de zero para qualquer número real. Portanto, essas funções certamente são linearmente independentes.
- Considere as funções {\displaystyle 2x^{2}+3}, {\displaystyle x^{2}} e {\displaystyle 1}. Existe uma clara dependência linear entre essas funções, já que {\displaystyle 2x^{2}+3=2(x^{2})+3(1).} Logo, o Wronskiano associado deve ser igual a zero:

{\displaystyle W={\begin{vmatrix}2x^{2}+3&x^{2}&1\\4x&2x&0\\4&2&0\end{vmatrix}}=8x-8x=0.}
- Como foi dito acima, W=0 não quer dizer que as funções são linearmente dependentes. Considere as funções {\displaystyle x^{3}}e {\displaystyle |x^{3}|} (valor absoluto de {\displaystyle x^{3}}) no intervalo ({\displaystyle -\infty ,\infty }), que pode ser escrita como:

{\displaystyle |x^{3}|=\left\{{\begin{matrix}-x^{3},&\mathrm {se} \;x<0\\x^{3},&\mathrm {se} \;x\geq 0\end{matrix}}\right.}
Pode-se perceber que essas funções são linearmente independentes, pois não existem constantes {\displaystyle a} e {\displaystyle b} diferentes simultaneamente de 0 tais que {\displaystyle a\cdot x^{3}+b\cdot |x^{3}|=0} para qualquer valor de x. Entretanto, seu Wronskiano é zero:
{\displaystyle W=\left\{{\begin{matrix}{\begin{vmatrix}x^{3}&-x^{3}\\3x^{2}&-3x^{2}\end{vmatrix}}=-3x^{5}+3x^{5}=0,&\mathrm {se} \;x<0\\{\begin{vmatrix}x^{3}&x^{3}\\3x^{2}&3x^{2}\end{vmatrix}}=3x^{5}-3x^{5}=0,&\mathrm {se} \;x\geq 0\end{matrix}}\right.}
O intervalo é importante na consideração de dependência e independência linear. As funções  {\displaystyle x^{3}}e {\displaystyle |x^{3}|}no intervalo {\displaystyle (0,\infty )}são linearmente dependentes uma vez que {\displaystyle 1\cdot x^{3}+(-1)\cdot |x^{3}|=0}.